# Lou Christie
Lugee Alfredo Giovanni Sacco, dit Lou Christie (né le 19 février 1943 à Glenwillard et mort le 18 juin 2025 à Pittsburgh), est un chanteur américain. Ses plus grands succès sont Two Faces Have I (1963), Lightnin' Strikes (1966) et I'm Gonna Make You Mine (1969).

## Biographie
Né Lugee Alfredo Giovanni Sacco en 1943, Lou Christie grandit dans la banlieue de Pittsburgh. Pendant ses études au lycée Moon Area, il étudie la musique et le chant, est chef d'une chorale, et chanté des solos lors de concerts de vacances. Son professeur, Frank Cummings, souhaite qu'il poursuive une carrière dans la musique classique, mais Sacco veut enregistrer un disque pour entrer dans American Bandstand.
À l'âge de 15 ans, il rencontre et se lie d'amitié avec Twyla Herbert, une musicienne de formation classique de vingt ans son aînée, qui devient sa partenaire d'écriture régulière et écrit des centaines de chansons avec lui au cours des trente années suivantes, jusqu'à sa mort en 2009. Sacco se produit avec plusieurs groupes vocaux et, entre 1959 et 1962, sort plusieurs disques sur de petits labels de Pittsburgh, obtenant un succès local avec The Jury de Lugee & The Lions (un groupe composé de Sacco, de la fille de Twyla Herbert, Shirley, et de deux autres), sorti sur le label Robbee.
À la fin des années 1960, après avoir été renvoyé par MGM, Lou Christie connaît un passage infructueux chez Columbia Records. Il rejoint ensuite Buddah Records en 1968, à l'instigation de son manager Stan Polley et du producteur de musique bubblegum Tony Romeo. Il enregistre un tube surprise, I'm Gonna Make You Mine, écrit par Romeo, sur le label Wall of Sound au début de l'automne 1969, aidé par les choristes Linda Scott, Lesley Gore et Valerie Simpson.
En 2004, Christie sort son premier album en concert, Greatest Hits Live From The Bottom Line, avec l'enregistrement studio de Christmas In New York en bonus. Outre quelques nouveautés, Christie continue de se produire en concert sur le circuit des classiques aux États-Unis et au Royaume-Uni. Il anime également une série d'émissions sur la radio Sirius-XM pour la chaîne consacrée aux années 1960. En 2015, Christie sort son premier nouvel enregistrement depuis plusieurs années, intitulé Drive In Dreams, écrit par Gregory Scharpf, ancien membre de Sweet Breeze, le groupe de Pittsburgh avec lequel Christie signe son premier contrat d'enregistrement. Il sort ensuite When You Were Young (2016), également écrit par Scharpf. En décembre 2021, Lou Christie sort Love Goes On Forever, écrit avec Jimmy Cunningham. En mars 2022, Luv Attack, également écrit avec Jimmy Cunningham, suit. Groove N Jams a publié une critique favorable de Luv Attack en écrivant : « La façon dont Christie introduit le traitement extraterrestre dans le mix est aussi nette, étrange et palpitante que tout ce qu'il a fait dans les années 60 ».
Lou Christie meurt à Pittsburgh le 18 juin 2025 d'une maladie non précisée à l'âge de 82 ans.

## Discographie

### Singles
| Année | Titre                                                       | Meilleur classement | Meilleur classement | Meilleur classement | Meilleur classement | Meilleur classement | Record Label                  | Face B du même album que la face A sauf indication contraire | Album                      |
| Année | Titre                                                       | US                  | AC                  | R&B                 | UK                  | AU                  | Record Label                  | Face B du même album que la face A sauf indication contraire | Album                      |
| ----- | ----------------------------------------------------------- | ------------------- | ------------------- | ------------------- | ------------------- | ------------------- | ----------------------------- | ------------------------------------------------------------ | -------------------------- |
| 1963  | The Gypsy Cried                                             | 24                  | –                   | –                   | –                   | –                   | Roulette Records              | Red Sails in the Sunset (Non-LP track)                       | Lou Christie               |
| 1963  | Two Faces Have I                                            | 6                   | –                   | 11                  | –                   | 20                  | Roulette Records              | All That Glitters Isn't Gold                                 | Lou Christie               |
| 1963  | How Many Teardrops                                          | 46                  | –                   | –                   | –                   | 79                  | Roulette Records              | You and I (Have a Right to Cry)                              | Lou Christie               |
| 1963  | Shy Boy                                                     | 119                 | –                   | –                   | –                   | –                   | Roulette Records              | It Can Happen                                                | Non-LP tracks              |
| 1964  | Stay                                                        | –                   | –                   | –                   | –                   | –                   | Roulette Records              | There They Go (Non-LP track)                                 | Lou Christie               |
| 1964  | Guitars and Bongos                                          | 123                 | –                   | –                   | –                   | –                   | Colpix Records                | Merry-Go-Round (Non-LP track)                                | Lou Christie Strikes Again |
| 1964  | Have I Sinned                                               | –                   | –                   | –                   | –                   | –                   | Colpix Records                | Pot of Gold                                                  | Lou Christie Strikes Again |
| 1965  | Why Did You Do It Baby                                      | –                   | –                   | –                   | –                   | –                   | Colpix Records                | Make Summer Last Forever                                     | Lou Christie Strikes Again |
| 1965  | A Teenager in Love                                          | –                   | –                   | –                   | –                   | –                   | Colpix Records                | Back Track                                                   | Lou Christie Strikes Again |
| 1965  | Lightnin' Strikes                                           | 1                   | –                   | –                   | 11                  | 9                   | MGM Records                   | Cryin' in the Streets                                        | Lightnin' Strikes          |
| 1966  | Outside the Gates of Heaven                                 | 45                  | –                   | –                   | –                   | –                   | Co & Ce Records               | All That Glitters Isn't Gold                                 | Non-LP tracks              |
| 1966  | Big Time                                                    | 95                  | –                   | –                   | –                   | –                   | Colpix Records                | Cryin' on My Knees                                           | Lou Christie Strikes Again |
| 1966  | Rhapsody in the Rain                                        | 16                  | –                   | –                   | 37                  | 40                  | MGM Records                   | Trapeze (de Lightnin' Strikes)                               | Painter of Hits            |
| 1966  | Painter                                                     | 81                  | –                   | –                   | –                   | –                   | MGM Records                   | Du Ronda                                                     | Painter of Hits            |
| 1966  | If My Car Could Only Talk                                   | 118                 | –                   | –                   | –                   | –                   | MGM Records                   | Song of Lita                                                 | Non-LP tracks              |
| 1966  | Since I Don't Have You                                      | 118                 | –                   | –                   | –                   | –                   | MGM Records                   | Wild Life's In Season                                        | Painter of Hits            |
| 1967  | Shake Hands and Walk Away Cryin'                            | 95                  | –                   | –                   | –                   | –                   | Columbia Records              | Escape                                                       | Non-LP tracks              |
| 1967  | Self Expression (The Kids on the Street Will Never Give In) | –                   | –                   | –                   | –                   | –                   | Columbia Records              | Back to the Days of the Romans                               | Non-LP tracks              |
| 1967  | Gina                                                        | –                   | –                   | –                   | –                   | –                   | Columbia Records              | Escape                                                       | Non-LP tracks              |
| 1967  | Don't Stop Me (Jump Off the Edge of Love)                   | –                   | –                   | –                   | –                   | –                   | Columbia Records              | Back to the Days of the Romans                               | Non-LP tracks              |
| 1968  | Genesis and the Third Verse                                 | –                   | –                   | –                   | –                   | –                   | Buddah Records                | Rake Up the Leaves                                           | Non-LP tracks              |
| 1968  | Canterbury Road                                             | –                   | –                   | –                   | –                   | –                   | Buddah Records                | Saints of Aquarius                                           | Non-LP tracks              |
| 1969  | I'm Gonna Make You Mine                                     | 10                  | –                   | –                   | 2                   | 32                  | Buddah Records                | I'm Gonna Get Married                                        | I'm Gonna Make You Mine    |
| 1969  | Are You Getting Any Sunshine?                               | 73                  | –                   | –                   | –                   | –                   | Buddah Records                | It'll Take Time                                              | I'm Gonna Make You Mine    |
| 1970  | Love is Over                                                | –                   | –                   | –                   | –                   | –                   | Buddah Records                | She Sold Me Magic (de I'm Gonna Make You Mine) (#25 UK)      | Non-LP tracks              |
| 1970  | Indian Lady                                                 | 106                 | 39                  | –                   | –                   | 89                  | Buddah Records                | Glory River                                                  | Non-LP tracks              |
| 1971  | Lighthouse                                                  | –                   | –                   | –                   | –                   | –                   | Buddah Records                | Waco                                                         | Paint America Love         |
| 1973  | Beyond the Blue Horizon                                     | 80                  | 12                  | –                   | –                   | –                   | Three Brothers Records        | Saddle the Wind                                              | Lou Christie               |
| 1974  | Good Mornin / Zip-a-Dee-Doo-Dah                             | –                   | –                   | –                   | –                   | –                   | Three Brothers Records        | You Were the One                                             | Lou Christie               |
| 1975  | Summer Days                                                 | –                   | –                   | –                   | –                   | –                   | Slipped Disc Records          | The One and Only Original Sunshine Kid                       | Non-LP tracks              |
| 1976  | Riding in My Van                                            | –                   | –                   | –                   | –                   | –                   | Epic Records                  | Summer in Malibu                                             | Non-LP tracks              |
| 1976  | You're Gonna Make Love to Me                                | –                   | –                   | –                   | –                   | –                   | Midland International Records | Fantasies                                                    | Non-LP tracks              |
| 1977  | Spanish Wine                                                | –                   | –                   | –                   | –                   | –                   | Midland International Records | Dancing in the Sand                                          | Non-LP tracks              |